# Volksstimme (1894–1924)
Die Volksstimme war eine sozialdemokratische deutschsprachige Wochenzeitung, die von 1894 bis 1924 in Budapest in der Habsburgermonarchie und später in der Ungarischen Republik, in der Räterepublik und hierauf im Königreich Ungarn erschienen ist.

## Geschichte
Die Volksstimme geht auf die Vorgängerblätter Arbeiter-Wochen-Chronik (1873–1890; darin aufgegangen: Volksstimme (1877–1888)) und die Arbeiterpresse (1891–1894) zurück. Anfangs unter dem Titel Neue Volksstimme als Beilage der ungarischsprachigen Népszava erschienen, fungierte sie als langjähriges Organ der Ungarländischen sozialdemokratischen Partei für die deutschsprachige Bevölkerung. Die Zeitung veröffentlichte Bekanntmachungen und Aufrufe der Partei und bot Nachrichten zur sozialdemokratischen Bewegung inner- und außerhalb der Habsburgermonarchie. Eine der Beilagen war Der Bergarbeiter (1909–1913). Nach der Auflösung der Monarchie und der Unabhängigkeit des ungarischen Nationalstaats scheiterte die sozialdemokratische Regierung. Radikale Kommunisten riefen am 21. März 1919 die Ungarische Räterepublik aus und errichteten eine Diktatur des Proletariats. Die kommunistische Partei schaltete hierauf die Volksstimme gleich und nutzte die nun täglich erscheinende Zeitung für die Propagierung der Revolution. Nach dem Sturz der Räteregierung am 1. August desselben Jahres konnte die wiederum sozialdemokratisch orientierte Zeitung trotz Repressionen durch die Regierung unter Miklós Horthy bis 1924 fortbestehen.

### Redakteure
Johann Gion (bis Sept. 1894)
B. Földes (bis Apr. 1895)
Dezső Bokányi (bis Sept. 1895)
József Csebrenyák (bis Feb. 1896)
Miksa Großmann (bis Aug. 1897)
Viktor Löwe (bis 12. Aug. 1897)
Stefan Schafranek (bis März 1898)
Heinrich Kalmár (bis Apr. 1898)
Emerich Tóth (bis Aug. 1898)
Sándor Pethő (bis Nov. 1899)
J. Kardos (bis Apr. 1900)
J. Karczagi (bis Juni 1905)
Ernő Garami (bis Juni 1906)
Max Großmann (bis Sept. 1908)
Adolf Redlinger (bis Nov. 1908)
Emanuel Buchinger (bis Feb. 1919)
Moritz Rothenstein
(Quelle:)